# Jan Fornal
Jan Fornal (ur. 14 stycznia 1995 w Szczecinie) – polski siatkarz, grający na pozycji przyjmującego.
Jego brat, Tomasz, także jest siatkarzem gra na pozycji przyjmującego. Siatkarzem był również jego ojciec, Marek.

## Sukcesy klubowe

### młodzieżowe
Mistrzostwa Polski Juniorów:
- 2014

Młoda Liga:
- 2014
- 2013

### seniorskie
Liga polska:
- 2021

Liga niemiecka:
- 2025[5]
- 2024[6]

Superpuchar Niemiec:
- 2024[7]

Puchar Niemiec:
- 2025[8]

## Sukcesy reprezentacyjne
Europejski Festiwal Olimpijski Młodzieży:
- 2013

Mistrzostwa Europy Kadetów:
- 2013

Mistrzostwa Świata Kadetów:
- 2013

## Nagrody indywidualne
- 2013: Najlepszy punktujący Mistrzostw Polski Juniorów